# Quemisia gravis
Quemisia gravis är en utdöd däggdjursart som beskrevs av Miller 1929. Quemisia gravis är ensam i släktet Quemisia som ingår i familjen Heptaxodontidae. Inga underarter finns listade i Catalogue of Life.
Arten är bara känd från kvarlevor som hittades i två grottor på Hispaniola i Haiti samt i Dominikanska republiken. Den var liksom Elasmodontomys obliquus en stor gnagare och hade ett uppskattad vikt av 20 kg. Quemisia gravis hade korta nedre framtänder och artens tandemalj hade en sorts förvridning.
I en rapport som skrevs av den spanska historikern Gonzalo Fernández de Oviedo beskrivs en gnagare med namnet quemi som levde på Hispaniola. Texten författades cirka 25 år efter spanjorens landstigning på ön. Enligt berättelsen hade djuret samma utseende som den nu levande Dominikanska bäverråttan (Plagiodontia aedium) men den var större. Gerrit Smith Miller antog att beskrivningen syftar på Quemisia gravis men enligt andra zoologer kan det ha varit en art av släktet Plagiodontia.